# Acontia melanura
Acontia melanura is een vlinder uit de familie uilen (Noctuidae). De wetenschappelijke naam is voor het eerst geldig gepubliceerd in 1809 door August Michael Tauscher.
De soort komt voor in Europa.